# ثريلر (أغنية)
ثريلر  هو عنوان أغنية لفنان موسيقى البوب الأمريكي مايكل جاكسون.

## تاريخ إصدار الأغنية

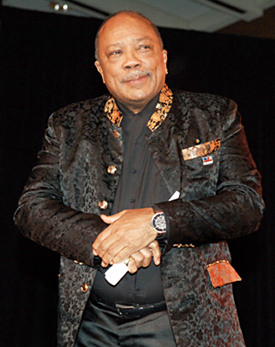
كوينسي جونز

قام بتأليف كلمات الأغنية رود تيمبرتون، ومن إنتاج كوينسي جونز. هي الاغنية الرابعة في ترتيب اغنيات الألبومالذي يحمل الاسم ذاته. تم إصدار الأغنية الفردية في 12 نوفمبر، 1983، ونشر في معظم البلدان وفي الولايات المتحدة في 23 يناير / كانون الثاني 1984 م، من قبل شركة إبك ريكوردز Epic Records عن طريق الفيديو والمؤثرات الصوتية.
وتشمل الآلات الموسيقية المستخدمة في الأغنية الجيتار البيز لاين والمزج، وتسمع ضمن موسيقى الأغنية المؤثرات الصوتية مثل اصيص فتح باب، وزمجرة رعد، وسماع وقع اقدام تمشي على ألواح خشبية، وصفير الرياح وعويل الكلاب، وكلام يحتوي على عناصر تثير الفزع.
وقد قوبلت الأغنية بترحيب وارتياح من قبل النقاد، وإن كان الفيديو كليب المصاحب لها قد طغى على موسيقاها وكلماتها. تصدرت الأغنية سباق الأغاني في فرنسا وبلجيكا وبلدان أخرى.

## مشاهدالفيديو كليب
يستغرق الفيديو كليب 14 دقيقة وهو بذلك أطول بكثير من الأغنية، ويتكون من مقاطع تضم مشاهد للفنان جاكسون والممثلة أولا راي في إطار مستوحى بشكل كبير من أفلام الرعب التي عرضت في خمسينيات القرن الماضي ويظهر في المشهد الأكثر شهرة، الفنان جاكسون وهو يقود مجموعة من الممثلين الآخرين وهم في شكل جثث بعثت فيها حياة (زومبي) يؤدون حركات كيروغرافية راقصة.

### قصة فيلم الفيديو كليب

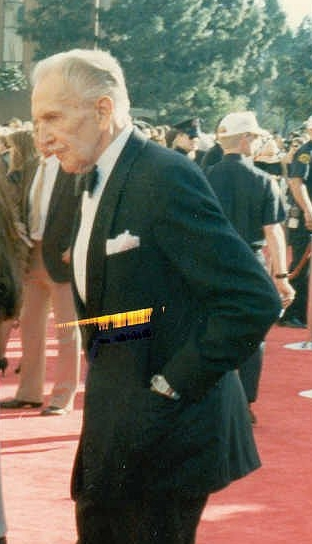
فنست برايس

مايكل وصديقته أولا راي Ola Ray ذهبا لمشاهدة عرض لأحدث فيلم رعب، ويمران عبر غابة كثيفة الأشجار ويسأل مايكل صديقته إن كانت ترغب الذهاب إلى السينما وتجيب بالإيجاب فيعطيها خاتماً ويحذرها قائلا أنه ليس كالفتيان الآخرين وأكد لها ذلك مرة أخرى، ويظهر القمر بدرا كاملاً فوقهما، ويبدأ مايكل في التحول إلى ذئب مصاص للدماء مرعب. تصرخ صديقته وتهرب، ولكن الذئب يلحق يها ويبدأ في دفع مخالبه نحو وجهها. ثم ينقطع هذا المشهد من الفيلم ليتحول إلى مشهد فيلم مسرحي حيث نرى مايكل وصاحبته يتفرجان فعلاً على المشهد السابق المعروض في فيلم اسمه الإثارة. يبتسم مايكل لكونه مستمتعا بالعرض ولكن صديقته ترتعش خائفة، وتخبره بأنها مغادرة للمكان، وتغادر. يلحق يها مايكل، ويقول لها ليس هذا سوى فيلم فحسب، لكنها لا تستحسن نكاته وتنصرف بعيدا.
مايكل وصديقته يسيران الآن في شارع يحفه الضباب، ويبدأ هو في إثارة غيظها مازحاً بترديد المقاطع الأولى من أغنية ثريلر ويغني: 
«الوقت يقترب من منتصف الليل، وشيئا ما شرير يتربص في الظلام..تحت ضوء القمر ترين مشهدا يكاد ان يوقف قلبك ». . الخ.»
يمر مايكل وصديقته أولا عبر مقبرة قديمة، حيث تبدأ الجثث فجأة في النهوض من حفر قبورها في حين يسمع صوت الفنان فنسنت مرددا بصوت مضخم بالصدى لنصوص موسيقى الراب قائلاً: 
«اسدلَ الظلام ستاره عبر الفَنَن..والسَحَرُ ماثلٌ للأنَام والمخلوقات تدّب منكّبَة على وجهها بحثاً عن دم ٍ مُراق تبّث الرّعبَ في المكان..وكلِ من يُعْثَرَ عليه صدفةً	 لا محالة يواجه كلابِ جحيم شَرِسِة	..التَعفُّن يَنبَعِث 	من هياكلِ الجِيّف المُهتَرِئة	 ..رائحةٌ كريهة تَزكم الأنوف المتأفِفَة	..عبق أربعين ألف سنة	 .. وأكثر من غُولٍ مَشِيب يخرج من كل حُفرَة».
يجد مايكل نفسه محاطاً وصديقته بعدد من الزومبي المهترئة الأطراف والثياب، وفجأة، يصبح مايكل نفسه واحداً من الزومبي ويبدأ في أداء أغنية ثريلر مصحوبة برقص متقن الحركات. وتهرب الصديقة يطاردها الرعب لتحتمي في كوخ، يلحق بها مايكل ومن ورائه الزومبي ويخترق جدران الكوخ ليجد صديقته في حالة من الخوف الشديد مرتعدة الفرائص وغطت رأسها بيديها لتسمع صوت مايكل وقد عاد إلى حالته الطبيعية ويسألها بصوت هاديء النبرات ما المشكلة ويقول لها سآخذك إلى البيت.

## الجوائز
وعلى الرغم من بعض الانتقادات التي وجهت إلى الفيديو كليب من حيث غموض الموضوع الذي يعالجه وصور العنف التي تعتريه فقد نال شريط الفيديو شعبية بشكل سريع واشادة عالية من النقاد، وجري ترشيحه لست جوائز ام. تي. في لموسيقى الفيديو المصورة في عام 1984 وحصل على ثلاث منها. وفي عام 2009 م، تم إدراجه في سجل الافلام الوطني بمكتبة الكونغرس الأمريكية، باعتباره أول قطعة موسيقى مصورة يتم اختيارها.

## المصدر
- Thriller in de International Movie Database (IMDB)